# 維諾赫拉迪夫卡 (赫梅利尼茨基州)
49°16′54″N 27°1′37″E / 49.28167°N 27.02694°E
維諾赫拉迪夫卡（烏克蘭語：Виноградівка）是位於烏克蘭西部的村莊，由赫梅利尼茨基州裡赫梅利尼茨基區的羅茲索沙市鎮負責管轄。該村面積1.27平方公里，海拔高度328米，2001年人口591，人口密度每平方公里466.8人。